# Josef Gabryś
Josef (též Józef či Joseph) Gabryś (6. února 1888, Drahomyšl – 27. října 1963, Eichelberg) byl slezský evangelický duchovní a žurnalista.
Působil jako vikář v Moravské Ostravě. V letech 1912-1945 byl farářem evangelického sboru ve Skočově. Během jeho služby ve sboru byly vystavěny kaple v Dubovci, Semoradu a Prstci a kostel ve Věščútě a v kostele ve Skočově byly roku 1929 instalovány nové varhany. Gabryś byl milovníkem sborového zpěvu.
Byl redaktorem slezského autonomistického časopisu Nowy czas. Kvůli jeho vydávání byl pronásledován polskými úřady i církevními nadřízenými. Časopis byl roku 1927 zakázán.
Po druhé světové válce odešel do Německé spolkové republiky, kde působil postupně ve třech sborech (Westgartsthausen, Hundersingen, Lichtel).
Byl ženat s Luisou roz. Koglerovou. Je pohřben v Schwäbisch-Hall.